# Circondario di Gaeta
Il circondario di Gaeta fu una divisione amministrativa della provincia di Terra di Lavoro; fu soppresso nel 1927 e suddiviso in parte nella provincia di Roma, in parte nella provincia di Napoli e in parte nella provincia di Frosinone. L'area delimitata dal mar Tirreno, i monti Aurunci ed il fiume Garigliano, comprendente la stessa città di Gaeta, divenne parte nel 1934 della neonata provincia di Littoria, oggi provincia di Latina.

## Geografia antropica

### Suddivisioni amministrative
Nel 1863, la composizione del circondario era la seguente:
- mandamento I di Carinola
  - comuni di Carinola; Francolise; Mondragone
- mandamento II di Fondi
  - comuni di Campodimele; Fondi; Itri; Lenola; Monte San Biagio; Sperlonga
- mandamento III di Gaeta
  - comuni di Castellonorato; Gaeta; Formia; Maranola
- mandamento IV di Pico
  - comuni di Pastena; Pico; San Giovanni Incarico
- mandamento V di Ponza
  - comune di Ponza
- mandamento VI di Roccaguglielma
  - comuni di Ausonia; Castelnuovo Parano; Coreno Ausonio; Roccaguglielma; San Giorgio a Liri; San Pietro in Curolis; Sant'Andrea di Vallefredda; Sant'Apollinare
- mandamento VII di Roccamonfina
  - comuni di Conca della Campania; Marzano Appio; Roccamonfina; Tora
- mandamento VIII di Sessa
  - comune di Sessa
- mandamento IX di Traetto
  - comuni di Castelforte; Santi Cosma e Damiano; Spigno Saturnia; Traetto

## Soppressione del circondario
Il riordino delle circoscrizioni provinciali stabilito dal regime fascista nel 1926 soppresse i circondari e smembrò la provincia di Caserta fra più province. Con regio decreto del 6 dicembre 1926 nacque la provincia di Frosinone, che includeva gran parte del Lazio meridionale, da Velletri al Garigliano; la provincia fu ridotta di dimensioni con regio decreto del 2 gennaio 1927, cedendo alla provincia di Roma la fascia tirrenica e il Veliterno. Il territorio del circondario di Gaeta fu quindi suddiviso tra le province di Roma, di Napoli e di Frosinone; il 25 gennaio 1934 fu istituita la provincia di Littoria, oggi Latina, scorporando le aree più a sud della provincia di Roma:
- i mandamenti di Gaeta, Fondi e Minturno passarono alla provincia di Roma; nel 1934 divennero parte della neocostituita provincia di Littoria;
- i mandamenti di Pico e di Esperia passarono alla provincia di Frosinone;
- i mandamenti di Ponza, Carinola, Roccamonfina e Sessa Aurunca passarono alla provincia di Napoli (alla quale era stata annessa buona parte della soppressa provincia di Caserta); nel 1934 Ponza e Ventotene passarono alla provincia di Littoria.

## Il territorio oggi
La parte del circondario di Gaeta che oggi ricade nella provincia di Latina ha sviluppato una sua identità peculiare divenendo il cosiddetto Sud pontino.
Le attuali proposte di legge volte all'istituzione della provincia di Cassino o del Lazio meridionale, con capoluoghi Cassino, Formia e Sora affermano un'identità storica e culturale entro i confini degli antichi circondari di Sora e di Gaeta.